# Terčka žlutozelená
Terčka žlutozelená (Lanzia luteovirescens  (Roberge ex Desm.) Dumont & Korf,  1978) je drobná nejedlá houba z čeledi terčkovitých.

## Synonyma
- Ciboria luteovirescens (Roberge ex Desm.) Sacc.,  1889
- Helotium luteovirescens (Roberge ex Desm.) P. Karst., (1883)
- Hymenoscyphus luteovirescens (Roberge ex Desm.) W. Phillips,  1887
- Peziza luteovirescens Roberge ex Desm.,  1846
- Peziza pallidovirescens W. Phillips,  1887
- Rutstroemia luteovirescens (Roberge ex Desm.) W.L. White,  1941

## Popis
- Plodnice tvoří terčík asi 0,1 - 0,3 cm v průměru vyrůstající na stopce (třeni) 0,5 - 1,5 cm vysokém a 0,05 - 0,1 cm tlustém. Zbarven je bledožlutě, nazelenale až žlutohnědě.

## Výskyt
Roste v srpnu až listopadu na řapících spadaných listů z javoru, lípy, dubu a buku. Plodnice rostou jednotlivě.
Nejedlá houbička